# Сурджи-Анджангаонский договор
Сурджи-Анжангаонский договор был подписан 30 декабря 1803 года между британцами и Даулатом Рао Шинде, главой государства маратхов в городе Анджангаон, расположенном в штате Махараштра.
Шинде подписал соглашение после поражения в битвах при Ассае и при Аргаоне. Оно стало результатом военных кампаний генерал-майора Артура Уэлсли в Центральной Индии на первом этапе второй англо-маратхской войны (1803—1805). В результате этого договора, доаб (междуречье Ганга и Джамна), область Дели и Агра, части Бунделькханда, Бхаруча, некоторые районы штата Гуджарат и крепость в Ахмаднагаре со временем попали под контроль британской Ост-Индской компании.
Договор пересматривался дважды (в ноябре 1805 года и 5 ноября 1817 года). Первый пересмотр в основном повлёк за собой возвращение Шинде территорий Гвалиора и Гохада. Второй пересмотр договора повлёк за собой предоставление Шинде большей власти в обмен на оказание помощи англичанам в их борьбе против пиндари во время третьей англо-маратхской войны.